# Флэнаган, Майли
Майли Флэнаган (англ. Maile Flanagan; 19 мая 1965, Гонолулу, Гавайи, США) — американская актриса, продюсер, комик, сценарист и режиссёр.

## Биография
Майли Флэнаган родилась в Гонолулу, Гавайи, и её имя в переводе с гавайского означает «лоза». Её отец работал в военной разведке США, и в 1969 году её семья была жила в Бангкоке, Таиланд, а когда ей было десять лет, они переехали в Германию.
В 1983 году Флэнанагн окончила Мюнхенскую американскую среднюю школу Министерства обороны. О своём поступлении в Бостонский колледж она говорила:

«Мне потребовалось три года, чтобы акклиматизироваться, потому что я не жила в штатах с тех пор, как мне было четыре с половиной года!». 

Во время учёбы в колледжеона была членом студенческой комедийной труппы «Мама-мака».
Флэнаган наиболее известна озвучкой Наруто Удзумаки в английском дубляже аниме «Наруто» и ролью Терри Перри в сериале «Подопытные». Также она играла в таких телесериалах, как «Бесстыдники», «Очень плохая училка», «Класс», «Анатомия страсти», «Отчаянные домохозяйки» и озвучила множество мультфильмов.
Флэнаган — открытая лесбиянка. В 2008 году она женилась на Лесе Хэммет.

## Избранная фильмография
| Год       |   | Русское название      | Оригинальное название | Роль      |
| --------- | - | --------------------- | --------------------- | --------- |
| 2006      | с | Отчаянные домохозяйки | Desperate Housewives  | кассир    |
| 2007      | ф | Эван Всемогущий       | Evan Almighty         | почтальон |
| 2008      | ф | Всегда говори «да»    | Yes Man               | Джанет    |
| 2009      | ф | 500 дней лета         | 500 Days of Summer    | Рода      |
| 2013—2014 | с | Бесстыжие             | Shameless             | Конни     |